# Ostropales
Los Ostropales son un orden de hongos de la clase Lecanoromycetes. El nombre es sinonimia de Gyalectales Henssen ex D. Hawksw. & O.E. Erikss. 1986, y Trichotheliales Hafellner & Kalb 1995.